# José Rafael Núñez Tenorio
José Rafael Nuñez Tenorio (Barbacoas, 7 de diciembre de 1933 - Caracas, 13 de octubre de 1998) fue un filósofo y profesor universitario venezolano. Dedicó gran parte de su obra a la divulgación del marxismo.

## Biografía
Recibió el título de licenciado en filosofía en la Universidad Central de Venezuela (UCV) en 1956. En la misma universidad obtuvo el doctorado en filosofía, en noviembre de 1975, con las tesis Problema de la Teoría y el método de la metodología marxista, editada luego por esta casa de estudios. 
Ejerció la docencia en el Instituto Pedagógico Nacional y en la UCV, en las escuelas de: Filosofía (de la que fue director), Periodismo, Psicología, Educación, Historia, Economía y Biología, alcanzando la categoría de profesor titular.
Militó en el Partido Comunista de Venezuela (PCV) desde 1950 hasta el 1 de mayo de 1969, cuando renunció mediante una carta pública leída ante el Comité Central de esta organización política. 
Apoyó los movimientos subversivos de la década de 1960, combatió con sus ideas la dictadura de Marcos Pérez Jiménez y los gobiernos del periodo de la democracia representativa (1958-1998), razón por la cual fue encarcelado en varias oportunidades en distintos recintos penitenciarios como: La Pica, Cárcel Modelo, Cachipo y el Cuartel San Carlos. 
Fue autor de una amplia bibliografía sobre diversos temas: filosofía, metodología, marxismo, socialismo y el problema universitario, los cuales siempre vinculó con la realidad venezolana. 
Entre algunas de sus obras podemos mencionar las siguientes: Apuntes de Introducción a la Filosofía, Introducción a la Ciencia, Metodología de las Ciencias Sociales, La Dialéctica como Ciencia y como Método, El Carácter de la Revolución Venezolana, Bolívar y la Guerra Revolucionaria, Venezuela y la Revolución Socialista y en Defensa de la Rebelión.
En sus últimos tiempos fue mentor de Hugo Chávez.

## Obra

### Filosofía
- El carácter de la Revolución Venezolana. Caracas : Ministerio del Poder Popular del Despacho de la Presidencia, 2011.[4]
- Reencarnar el espíritu de Bolívar : Bolívar y la guerra revolucionaria.  Caracas : Panapo, 1998.
- Para un análisis de la historia contemporánea : la lucha contra el puntofijismo corrupto neoliberal. Los Teques : Fondo Editorial A.L.E.M., 1998.
- La vigencia contemporánea del marxismo. Caracas: CDCH-UCV, 1998.
- Categorías fundamentales I (1835-1844) - Karl Marx y Friedrich Engels (J. R. Núñez Tenorio, Selección, introducción y notas). Caracas: UCV, 1991.
- Políticas y metódicas para enfrentar la crisis -- Seminario La Crisis : Responsabilidades y Salidas (1985 : Caracas).  Caracas : Centro de Estudios de Historia Actual, FACES, UCV, 1985.
- Introducción a la ciencia : filosofía, ciencia y método científico.  Caracas : Panapo, 1985.
- La izquierda y la lucha por el poder en Venezuela, 1958-1978.  Caracas : Editorial Ateneo de Caracas, 1979
- Introducción a la ciencia : filosofía, ciencia y método científico.  Valencia : Vadell Hermanos, 1979
- Problemas del método de la economía política.  Caracas : Panapo, 1985
- Apuntes de introducción a la filosofía.  Caracas : Universidad Central de Venezuela, Escuela de Periodismo, [1959?]
- Metodología de las ciencias sociales.  [Caracas] : Alfadil Ediciones, 1989
- De Marx a la Perestroika : de la crítica al capitalismo a la crítica del socialismo.  Caracas : Ediciones Tropykos, 1991
- Bolívar y la guerra revolucionaria.  Caracas : Editorial CM/Nueva Izquierda, 1969
- La universidad venezolana : crisis y desarrollo. Por: Herrera L., José R; Núñez Tenorio, José Rafael.  Caracas : Editorial Panapo, 1994
- La democracia venezolana : the big business.  Caracas : Escuela de Filosofía, U.C.V. ; Fondo Editorial Tropykos, 1993
- La democracia venezolana : the big business.  Caracas : Escuela de Filosofía, U.C.V. ; Fondo Editorial Tropykos, 1993
- Introducción a la filosofía.  Caracas : Universidad Central de Venezuela, Ediciones de la Biblioteca, c1977-
- Introducción a la ciencia : filosofía, ciencia y método científico.  Valencia : Vadell Hermanos, 1976
- Venezuela y la revolución socialista : escritos políticos, 1966-1973.  Caracas : Universidad Central de Venezuela, Ediciones de la Biblioteca, 1976
- Humanismo, estructuralismo y marxismo : Sartre, Althusser, Marx.  Caracas : Universidad Central de Venezuela, Facultad de Humanidades y Educación, 1976
- Problemas de la teoría y el método de la economía política marxista.  Caracas : Universidad Central de Venezuela, Facultad de Ciencias Económicas y Sociales,
- En defensa de la revolución.  Caracas : Universidad Central de Venezuela, c1975-1979
- Introducción a la lógica formal.  Caracas : Universidad Central de Venezuela, Ediciones de la Biblioteca, 1975
- Introducción a la filosofía marxista.  Caracas : Universidad Central de Venezuela, Facultad de Ciencias Económicas y Sociales, División de Publicaciones, 1975-
- Introducción a la sociología marxista : a propósito del materialismo histórico como ciencia.  Caracas : Universidad Central de Venezuela, Facultad de Ciencias Económicas y Sociales, División de Publicaciones, 1974
- Introducción a la ciencia : filosofía, ciencia y método científico.  Caracas : Universidad Central de Venezuela, Facultad de Ciencias Económicas y Sociales, División de publicaciones, 1974
- Introducción a la ciencia : filosofía, ciencia y método cientifíco.  Caracas : Editorial C.M ; Nueva izquierda, 1972
- En torno a la renovación universitaria : autonomía universitaria y poder estudiantil. Por: Roa, Pedro; Núñez Tenorio, José Rafael.  Caracas : Nueva Izquierda, c1971
- Marx y la economía política.  Caracas : Instituto de Investigaciones, Facultad de Ciencias Económicas y Sociales, Universidad Central de Venezuela, 1969
- Venezuela, modelo neocolonial : justicia social para ser realmente libres.  Caracas : Universidad Central de Venezuela, Ediciones de la Biblioteca, c1969
- Introducción a la filosofía.  Caracas : Universidad Central de Venezuela, Dirección de Cultura, 1969-
- El carácter de la revolución venezolana.  Caracas : Editorial Crítica Marxista, 1969
- La dialéctica como ciencia y como método.  Mérida : Universidad de Los Andes, Facultad de Humanidades y Educación, 1968
- Introducción a la filosofía marxista.  [Caracas] : Editorial Crítica Marxista, 1968-
- Lenin y la revolución.  Caracas : Editorial Crítica Marxista, 1968
- Introducción a la lógica formal.  Caracas : Universidad Central de Venezuela, Facultad de Humanidades y Educación, Escuela de Psicología, 1967
- Problemas universitarios.  Caracas : Ediciones CEHE, 1965
- La sociología y Marx.  [Caracas : s.n., 1964]
- Apuntes de introducción a la filosofía.  Caracas : Universidad Central de Venezuela, [1960-?]